# Palacete de Belomonte
O Palacete de Belomonte (ou de Belmonte), também conhecido como Casa dos Pacheco Pereira, é uma casa apalaçada localizada na cidade do Porto, em Portugal.
O Palacete de Belomonte, localizado nos números 43 a 55 da rua do mesmo nome, é um exemplar bem representativo da arquitetura do Porto da primeira metade do século XVIII. A frontaria da casa está dividida em cinco partes, por pilares.
O brasão da família Pacheco Pereira, que ornamentava a fachada, foi substituído pelo emblema da Companhia dos Caminhos-de-Ferro Através de África (também conhecido como Companhia de Ambaca) quando esta adquiriu o imóvel, em 1888.
Nos finais do século XIX e ao longo do século XX, esteve aqui instalado o colégio de São Sebastião e o Banco Aliança. Mais tarde, durante largos anos, funcionou aqui um dos núcleos da Escola Superior Artística do Porto (ESAP). A ESAP acabou por vender o edifício que, em 2023, entrou em profundas obras de remodelação e transformação do espaço com vista a albergar um hotel de charme.